# Arctostaphylos morroensis
Arctostaphylos morroensis är en ljungväxtart som beskrevs av Wiesl. och Schreiber. Arctostaphylos morroensis ingår i släktet mjölonsläktet, och familjen ljungväxter. Inga underarter finns listade i Catalogue of Life.

## Bildgalleri

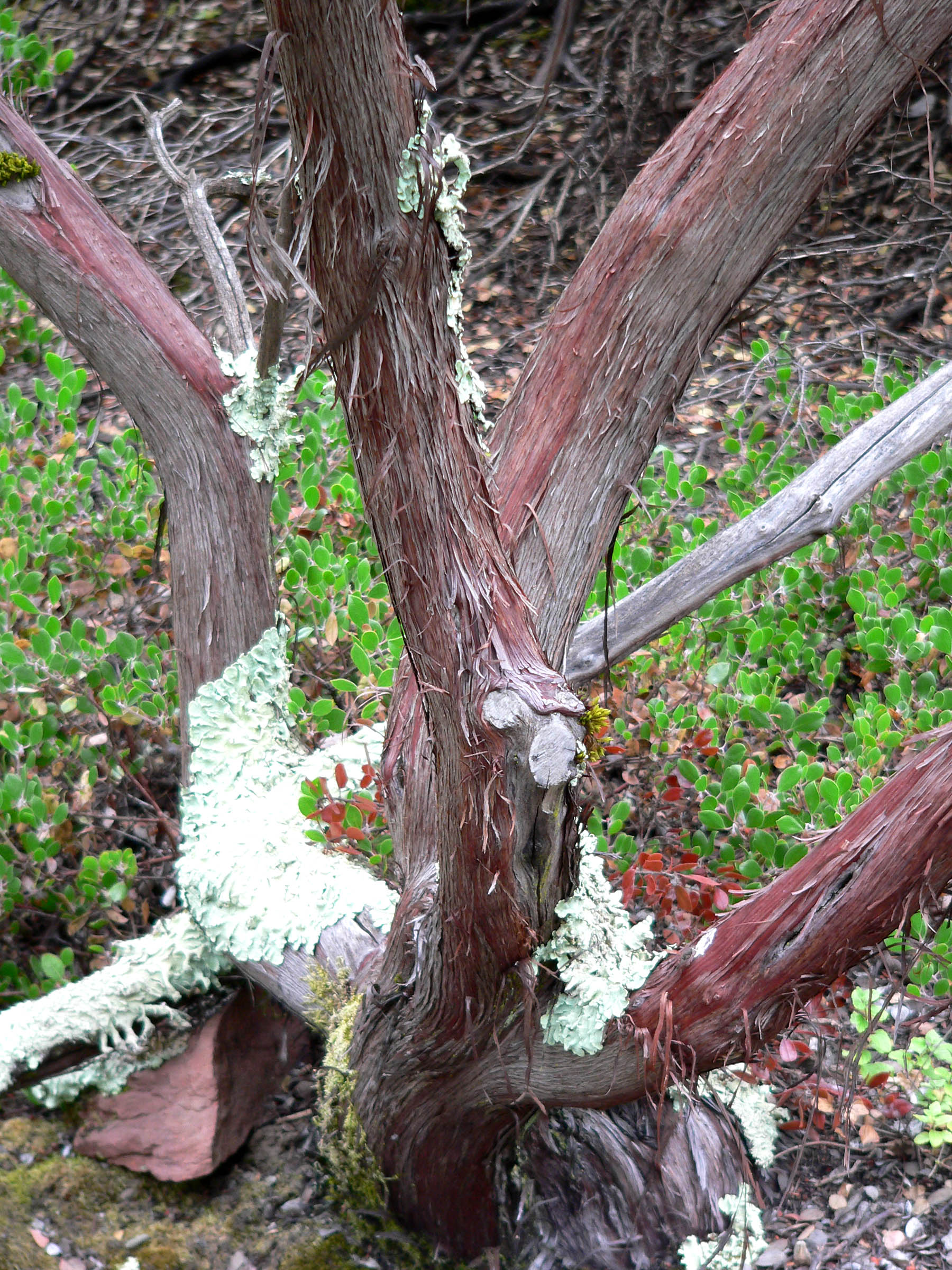
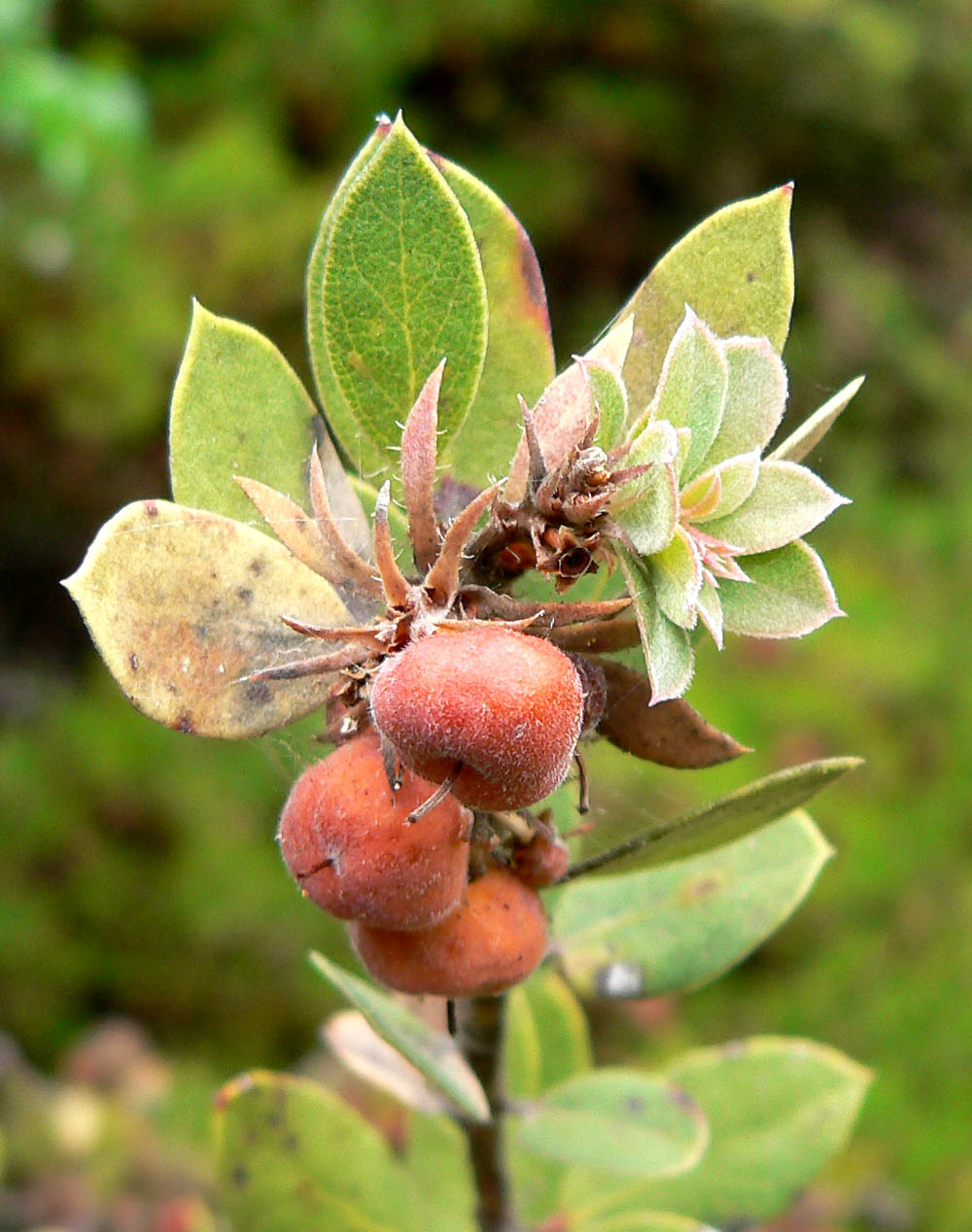
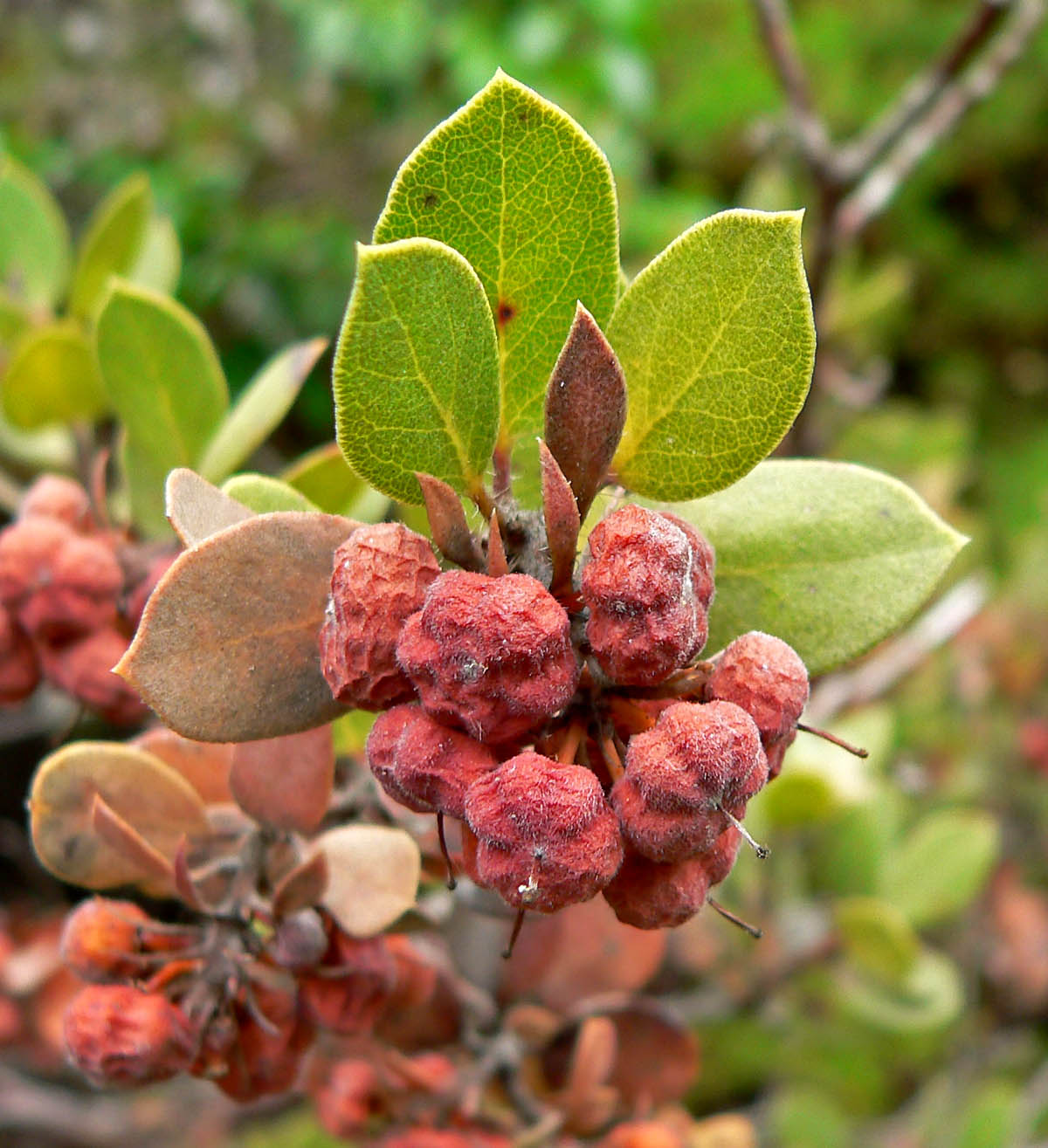